# Alexandre de Beauharnais

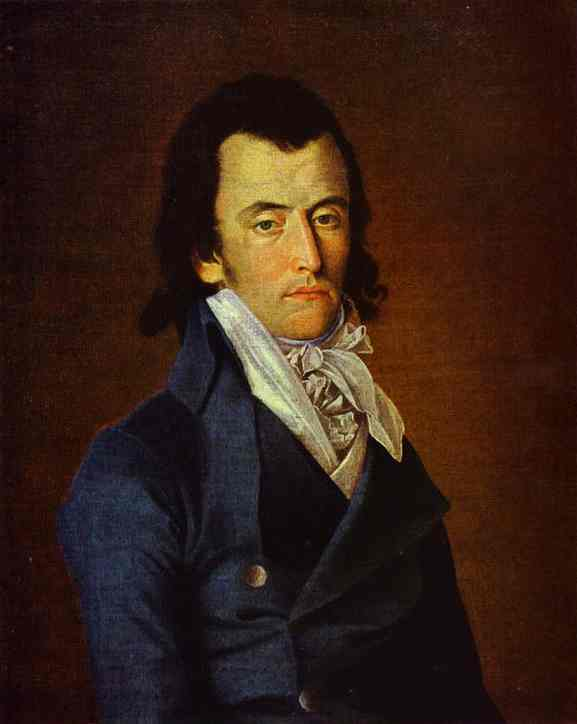
Alexandre de Beauharnais

Alexandre François Marie, Visconde de Beauharnais (Fort-Royal, 28 de maio de 1760 – 23 de julho 1794) foi um general francês durante a Revolução Francesa. Casou-se em 13 de dezembro de 1779 com Josefina de Beauharnais, futura esposa de Napoleão Bonaparte e imperatriz da França. 

## Família
Teve dois filhos: (1) Eugênio de Beauharnais, que foi pai de Amélia de Beauharnais, segunda esposa de D. Pedro I e, portanto, Imperatriz do Brasil; e (2) Hortênsia de Beauharnais, mãe de Napoleão III, 1º Presidente da Segunda República Francesa e, depois, Imperador da França do Segundo Império Francês.

## Carreira
Beauharnais começou sua carreira militar em um regimento de infantaria na Martinica. Ele serviu na Guerra Revolucionária Americana sob o Conde de Rochambeau, e tornou-se familiarizado com a corte do rei Luís XVI após seu retorno à França.  Defensor da Revolução Francesa, Beauharnais foi eleito deputado da nobreza aos Estados Gerais de 1789, onde foi um dos primeiros nobres a ir para o Terceiro Estado, e votou a favor da abolição do feudalismo.
Beauharnais desempenhou um papel proeminente na Assembleia Nacional Constituinte que se sucedeu, servindo como seu presidente de 19 de junho a 3 de julho de 1791 e de 31 de julho a 14 de agosto de 1791. Ele então retornou ao exército com a patente de coronel, e foi empregado no Exército do Norte. Promovido a general em 1792, no início das Guerras Revolucionárias Francesas, Beauharnais recusou em junho de 1793 o cargo de Ministro da Guerra. Ele foi nomeado comandante-em-chefe do Exército do Reno em 1793.
Morreu em 23 de julho de 1794, decapitado na Praça da Revolução, em Paris, cinco dias antes da deposição e execução de Robespierre.

## Morte
Em 2 de março de 1794, o Comitê de Segurança Geral ordenou sua prisão. Acusado de ter defendido mal Mainz durante o cerco em 1793, e considerado um suspeito aristocrático, foi preso na prisão de Carmes e condenado à morte durante o Reino do Terror. Sua esposa, Joséphine, foi presa na mesma prisão em 21 de abril de 1794, mas foi libertada três meses depois, graças à queda de Maximilien Robespierre. Beauharnais foi guilhotinado, juntamente com seu primo Augustin, na Place de la Révolution (atual Place de la Concorde), em Paris, em 23 de julho de 1794, cinco dias antes do fim do Reino do Terror. 